# Russula pascua
Russula pascua är en svampart som först beskrevs av F.H. Møller & Jul. Schäff., och fick sitt nu gällande namn av Robert Kühner 1975. Russula pascua ingår i släktet kremlor och familjen kremlor och riskor.  Arten är reproducerande i Sverige. Inga underarter finns listade i Catalogue of Life.